# Unió Sacerdotal de Barcelona
Unió Sacerdotal de Barcelona és una associació d'eclesiàstics barcelonins fundada l'any 1947 a la Diòcesi de Barcelona. És una associació amb una dilatada trajectòria amb etapes d'especial influència en el govern de la diòcesi.

## Orígens
La Unió Sacerdotal (US) va ser fundada l'any 1947 a partir de la de la Constitució apostòlica “Provida Mater Ecclesia” i d'altres experiències d'altres països que li serviren de model. Tenia com a objectiu animar la vida espiritual i pastoral dels afiliats que li serví de model. Fou fundada per Manuel Bonet i Muixí, Ramon Daumal i Serra, Joan Rius i Falcó, i Francesc Sardà i Pujadas. Poc després s'hi van afegir Josep Maria Bardés i Huguet, Pere Tarrés i Claret, Francesc Vergés i Tuset, etc. L'integren sacerdots de vida parroquial, consiliaris de moviments i professors de les facultats de Teologia i de centres de formació i estudis.

## Trajectòria
El primer president, i principal aglutinador, motor i orientador de la US fou Mn. Manuel Bonet, auditor de la Rota Romana, home de gran influència a l'església catalana. En un context de nacionalcatolicisme l'associació van posar l'accent des del començament, primer en diocesanitat, l'austeritat de vida, l'ajuda mútua, esperit de servei i la devoció al Sant Pare. I segon en recollir l'herència de l'església catalana truncada per la Guerra Civil i la postguerra franquista recollint aspectes del pensament del Bisbe Josep Torras i Bages, Carles Cardó, Francesc d'Assís Vidal i Barraquer, del Primer Congrés Litúrgic de Montserrat (1915), la trajectòria del Federació de Joves Cristians de Catalunya (FJCC), el “Foment de la Pietat” i les revistes “El Bon Pastor” i “La Paraula Cristiana”, etc. Va treballar l'espirtualitat dels seus associats (Columba Marmion i el Monestir de Montserrat) i el sentit d'església local, propi de corrents europeus (cardenal D. Mercier, Y. M. Congar, De Lubac...). Com a reformardors que eren els seus components van ser uns impulsors entusiastes de Concili Vaticà II i maldaren per la seva l'aplicació.
Inicialment la US, en unes circumstàncies de repressió i manca de llibertats mantingué un tarannà discret sobre les seves activitats. Aquest secretisme va portar la sospita i la desconfiança entorn d'ella, la qual cosa comportà dificultats, de vegades greus, amb la jerarquia eclesiàstica i civil. De fet no va comunicar a l'Arquebisbe Gregorio Modrego, la seva existència fins onze anys després de la seva fundació.
No obstant membres de la US col·laboraren aviat en els òrgans de govern de la diòcesi, i amb els arquebisbes Gregorio Modrego, Marcelo González Martín, i ja en democràcia amb Narcís Jubany, Ricard Maria Carles i Gordó i Lluís Martínez i Sistach.
Tot i que el 1969 va morir el seu fundador Manuel Bonet i Muixí, ànima i motor, la US va continuar les seves activitats amb l'orientació progressista eclesial que es va accentuar amb la incorporació de preveres joves en la implementació de les resolucions del Concili, així com el compromís de l'església de base en la lluita per les llibertats democràtiques i nacionals de Catalunya (Assemblea de Catalunya, Tancada d'intel·lectuals a Montserrat, cessió d'espais eclesials als grups polítics i sindicals, Comunitats Cristianes de Base, suport als moviments JOC, JOBAC, ACO, HOAC, Escoltisme, etc.
La Unió Sacerdotal s'ha caracteritzat per posar l'accent en la renovació pastoral, l'obediència, el valor de l'amistat, i la crítica raonada. L'associació fou aprovada l'any 1985 pel cardenal Narcís Jubany. El seu funcionament ha anat evolucionant els actuals estatuts l'accent en el grup, el pla de vida, les convivències i els exercicis. La vàlua dels seus component ho acredita el fet que ha donat més de sis bisbes: Antoni Briva i Miravent, Ramon Torrella Cascante, Ramon Daumal i Serra, Ramon Malla i Call, Ramon Buxarrais i Ventura, i Pere Tena i Garriga. L'integren sacerdots de vida parroquial, consiliaris de moviments i professors de les facultats de Teologia i centres d'estudis i formació eclesial. Entre ells hi ha Casimir Martí i Martí, Josep Maria Rovira i Belloso, Joaquim Brustenga, que han estat presidents J. A. Ventosa, Josep Maria Bardés i Huguet, Joan Batlles i Alerm, etc.